# جيش فورتمبيرغ

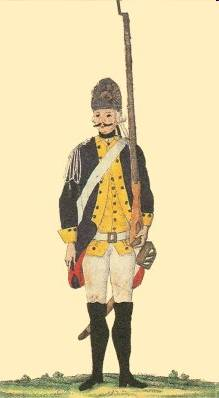
جندي مشاة في جيش فورتمبيرغ

جيش ولاية فورتمبرغ الألمانية حتى عام 1918 معروفًا في ألمانيا باسم Württembergische Armee.
تم الحفاظ على قواتها من قبل فورتمبيرغ للدفاع الوطني وكوحدة لدائرة Swabian (منطقة) من الإمبراطورية الرومانية المقدسة، واتحاد الراين، والاتحاد الألماني، وأخيرًا من جيش الإمبراطورية الألمانية. بالإضافة إلى ذلك، خاصة في القرن الثامن عشر، كانت هناك أيضًا أفواج تم إقراضها لدوقات وقوى أجنبية أخرى. وكثيراً ما تم انتقاد هذه الممارسة على أنها «تجارة الجندي» أو «سولداتنهاينديل». شكل من أشكال الخدمة المرتزقة.
تم دمجها في الجيش الألماني العام في عام 1871، وأعيدت تسميتها فيلق XIII (Royal Württemberg) حتى عام 1918، وتضم بشكل رئيسي فرق المشاة 26 و27 والفوج التنين 26.